# Joshua Grommen
Joshua Jake Bulan Grommen (* 10. Juli 1996 in Brisbane, Australien) ist ein ehemaliger philippinisch-niederländischer Fußballspieler.

## Karriere

### Verein
Das Fußballspielen lernte Joshua Grommen in der Jugendmannschaft von Western Spirit, Brisbane Roar und Brisbane City FC. Seinen ersten Vertrag unterschrieb er 2014 in Malaysia bei Meralco Manila, einem Verein, der in der höchsten Liga des Landes, der Philippines Football League spielt und in Manila beheimatet ist. 2015 ging er wieder nach Australien und schloss sich der U-23 von Brisbane Roar an. 2016 verließ er Australien wieder und ging auf die Philippinen, wo er bei Stallion Laguna, einen Verein, der in Biñan beheimatet ist, einen Vertrag unterschrieb. Im gleichen Jahr wechselte er wieder nach Australien zu Western Pride nach Ipswich. 2017 ging es wieder auf die Philippinen, wo er für Ceres-Negros FC und Davao Aguilas auf dem Platz stand. Mit Ceres wurde er 2017 Meister. Anfang 2019 unterzeichnete er einen Vertrag in Malaysia bei Petaling Jaya City FC. Der Verein spielte in der höchsten Liga des Landes, der Malaysia Super League, und ist in Petaling Jaya beheimatet. Mitte 2019 zog es ihn nach Thailand. Hier stand er die Rückserie 2019 beim Erstligisten Sukhothai FC unter Vertrag. Nach Vertragsende wechselte er 2020 zu seinem ehemaligen Club Ceres-Negros FC in die Philippinen. Im August 2020 zog es ihn wieder nach Australien. Hier unterschrieb er einen Vertrag beim Brisbane City FC. Mit dem Verein aus dem Bundesstaat Queensland spielte er in der National Premier Leagues Queensland. Anfang 2021 kehrte er nach Thailand zurück. Hier schloss er sich seinem ehemaligen Verein Sukhothai FC an. Am Ende der Saison musste er mit Sukhothai den Weg in die Zweitklassigkeit antregen. Nach dem Abstieg verließ er Sukhothai und schloss sich im Mai 2021 dem Erstligaaufsteiger Khon Kaen United FC an. Im Dezember 2021 wurde bekannt gegeben, dass sein Vertrag um weitere zwei Jahre verlängert wurde. Nach 63 Ligaspielen wurde sein bei dem Verein aus Khon Kaen nicht verlängert. Im Juli 2024 nahm ihn der Erstligist Uthai Thani FC aus Uthai Thani unter Vertrag. Nach sechs Ligaspielen gab er im Dezember 2024 das Ende seiner Karriere als Fußballspieler bekannt.

### Nationalmannschaft
2017 spielte Joshua Grommen sechsmal in der U-22-Nationalmannschaft der Philippinen. Von 2015 bis 2017 spielte er zehnmal in der U-23-Nationalmannschaft. Für die A-Nationalmannschaft bestritt er ein Spiel. Hier kam er in einen Freundschaftsspiel am 11. Oktober 2024 gegen Thailand zum Einsatz. Bei der 3:1-Niederlage wurde er in der 24. Minute für Scott Woods eingewechselt.

## Erfolge
Ceres-Negros FC
- Philippinischer Meister: 2017

## Sonstiges
Geboren wurde Joshua Gommen als Sohn des Niederländers Rudy Grommen und der Philippinin Alma Bulan.